# ویسکانتی
ویسکانتی (انگلیسی: Visconti) شرکت کالای لوکس ایتالیایی است، که در سال ۱۹۸۸ تأسیس شد.